# Pacific (Missouri)
Pacific is een plaats (city) in de Amerikaanse staat Missouri, en valt bestuurlijk gezien onder Franklin County en St. Louis County.

## Demografie
Bij de volkstelling in 2000 werd het aantal inwoners vastgesteld op 5482.
In 2006 is het aantal inwoners door het United States Census Bureau geschat op 7159, een stijging van 1677 (30,6%).

## Geografie
Volgens het United States Census Bureau beslaat de plaats een oppervlakte van
14,0 km², geheel bestaande uit land. Pacific ligt op ongeveer 148 m boven zeeniveau.

## Plaatsen in de nabije omgeving
De onderstaande figuur toont nabijgelegen plaatsen in een straal van 16 km rond Pacific.